# 里斯科卡伊多
里斯科卡伊多（西班牙語：Risco Caído）是西班牙加那利群岛大加那利岛中部的一片广阔山区，分布有悬崖、峡谷和火山等地貌。当地生物多样性丰富，还有大量穴居人遗址，如住所、谷仓和蓄水池等。2019年7月，里斯科卡伊多考古遗址和圣山被联合国教科文组织宣布列为世界遗产。

## 简介
里斯科卡伊多考古遗址的年代证实了一个前西班牙时期岛屿文化的存在，其起源很可能与北非柏柏尔人有关，该文化在与世隔绝的环境下发展演变，直至15世纪首批西班牙殖民者到来。当地穴居人遗址还包括文化洞穴和被视为圣地的2处神庙——里斯科卡伊多和罗克本泰加。神庙是举办季节性仪式的场所，据信与星象和地母神信仰有关。
它是大加那利岛及拉斯帕尔马斯省的第一处世界遗产，也是加那利群岛的第四处世界遗产。

## 批评
将该地点列入联合国教科文组织世界遗产名录的地方受到某些部门的批评，这些部门认为缺乏科学支持才能真正将其视为原住民天文观测台。

## 图集

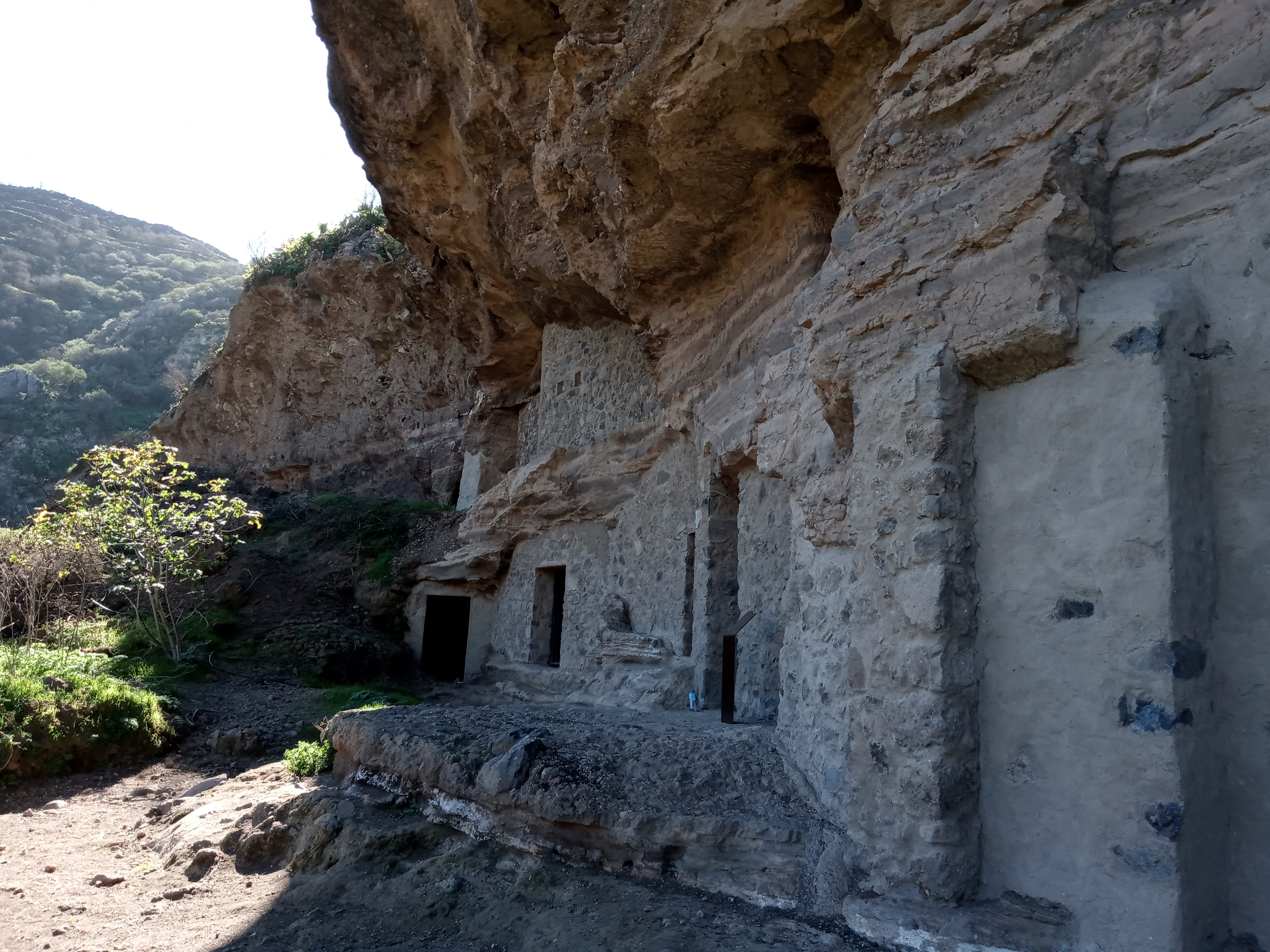
考古遗址
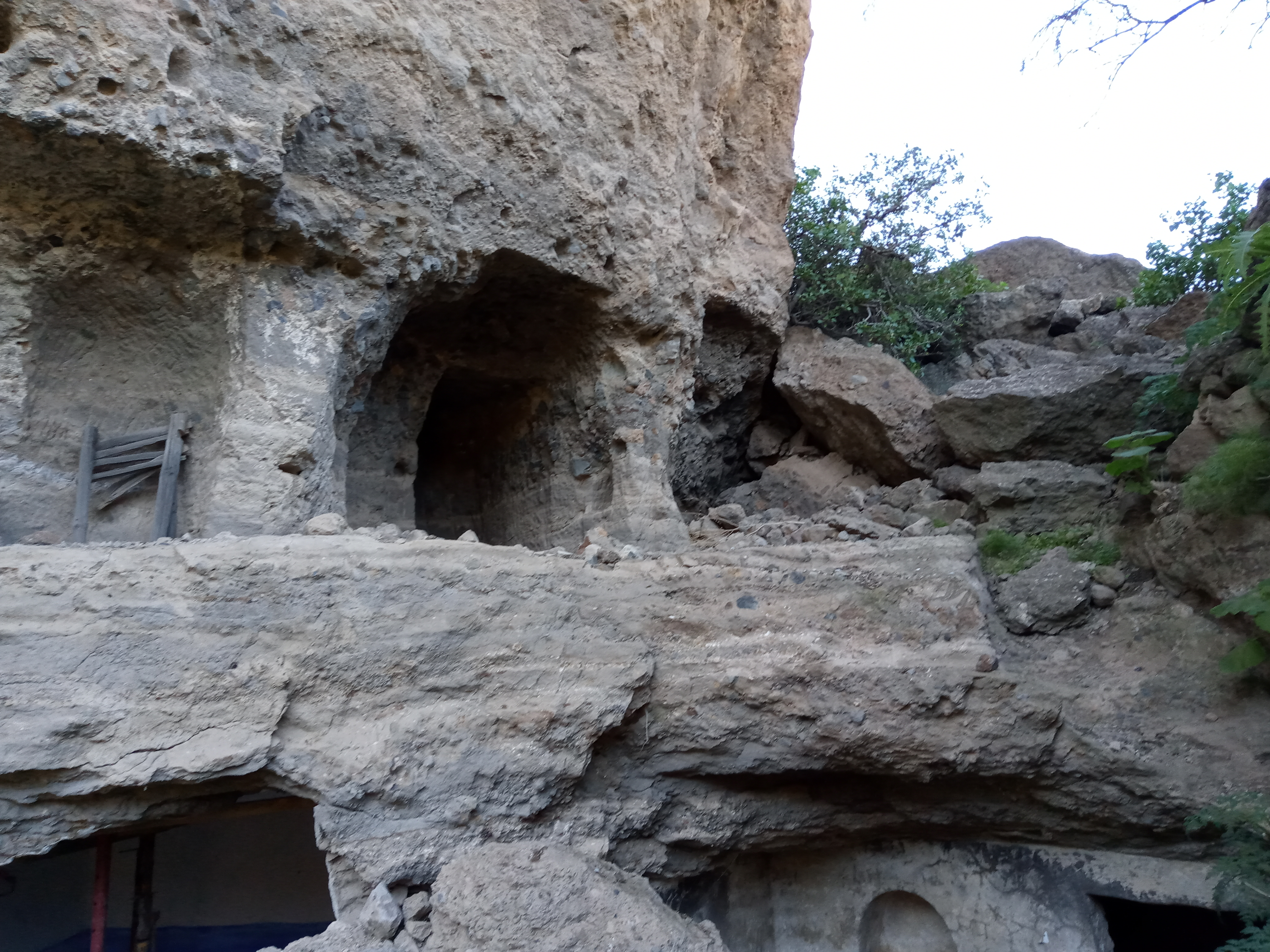
考古遗址
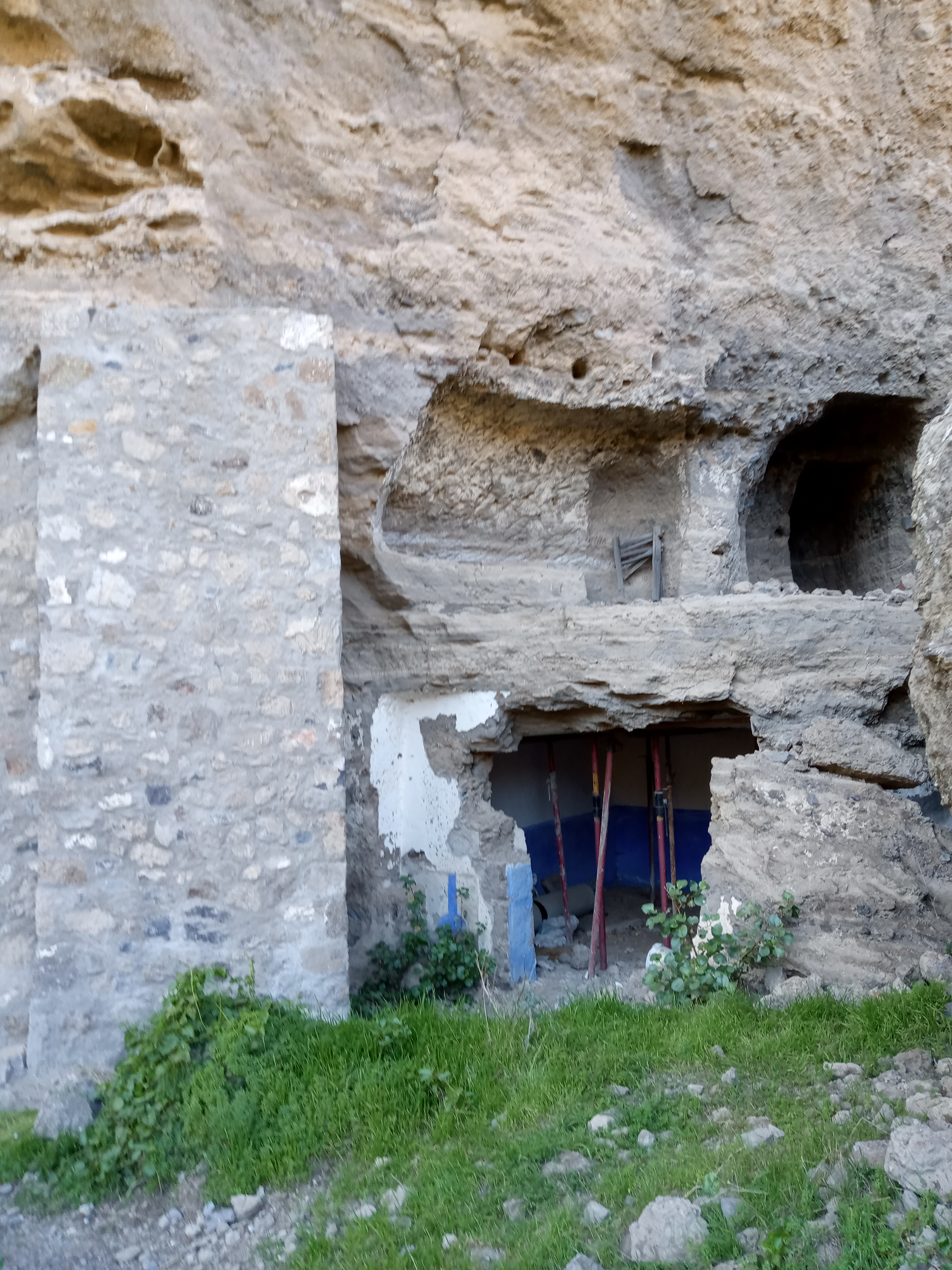
考古遗址
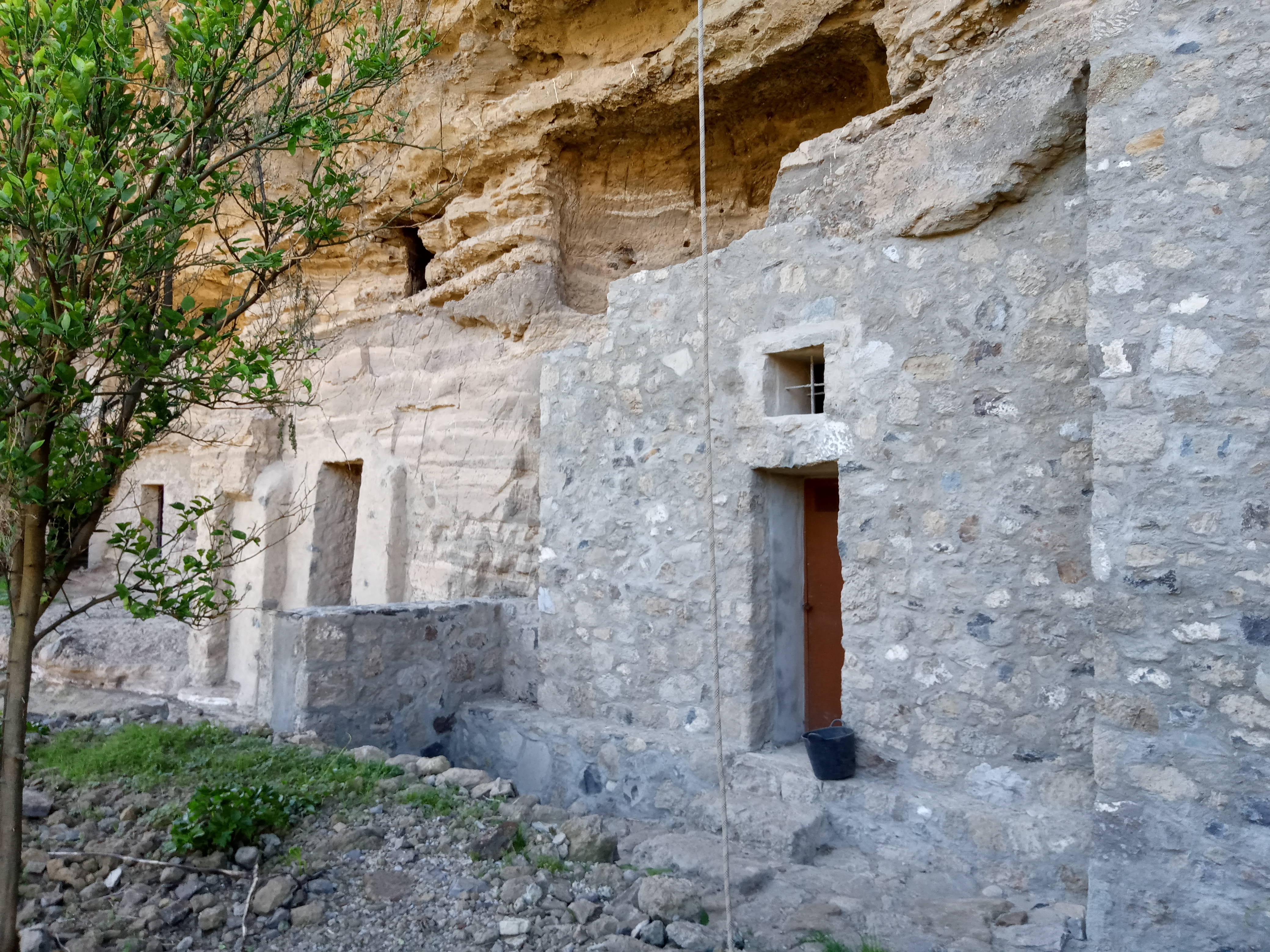
考古遗址
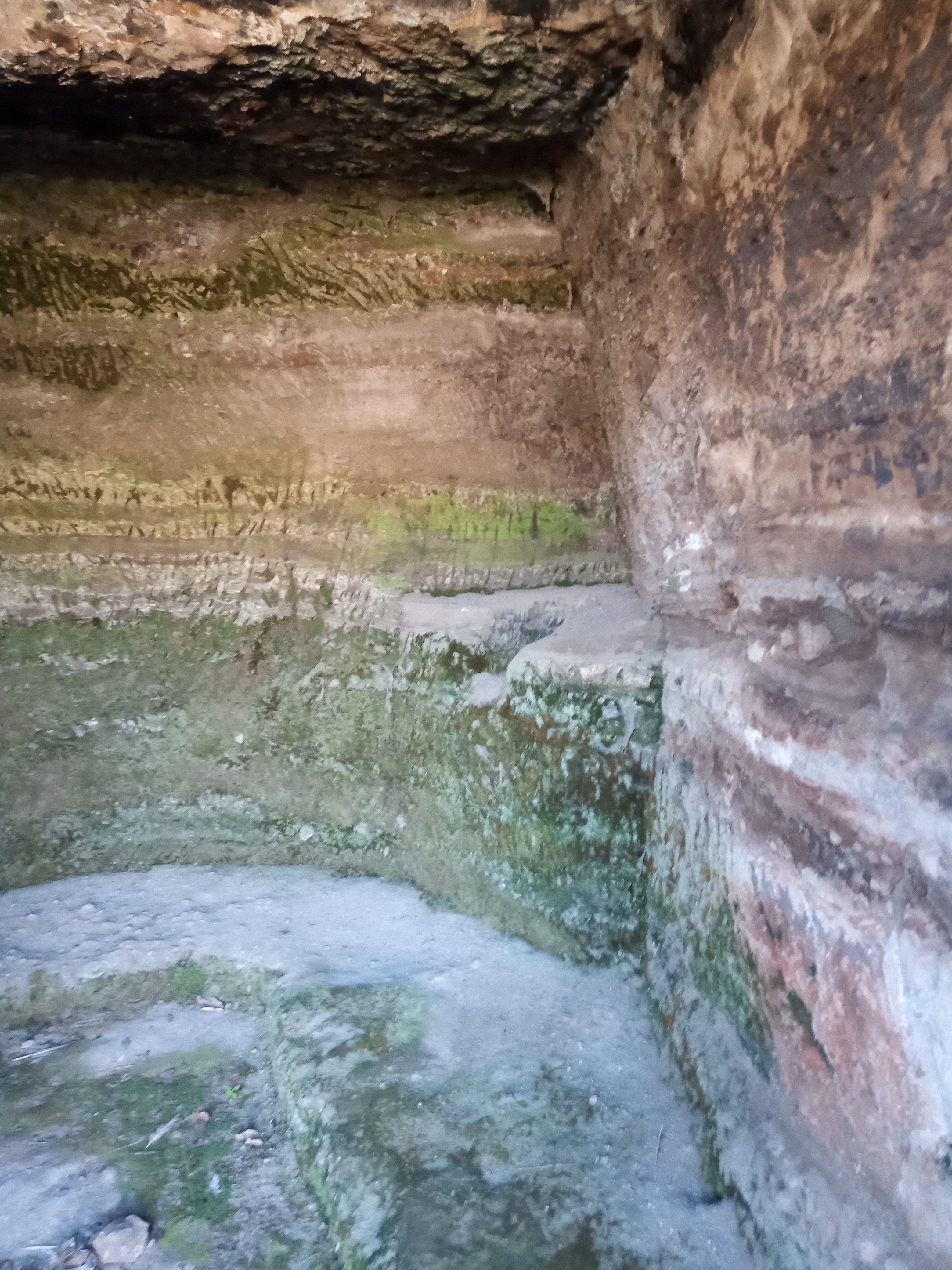
洞穴
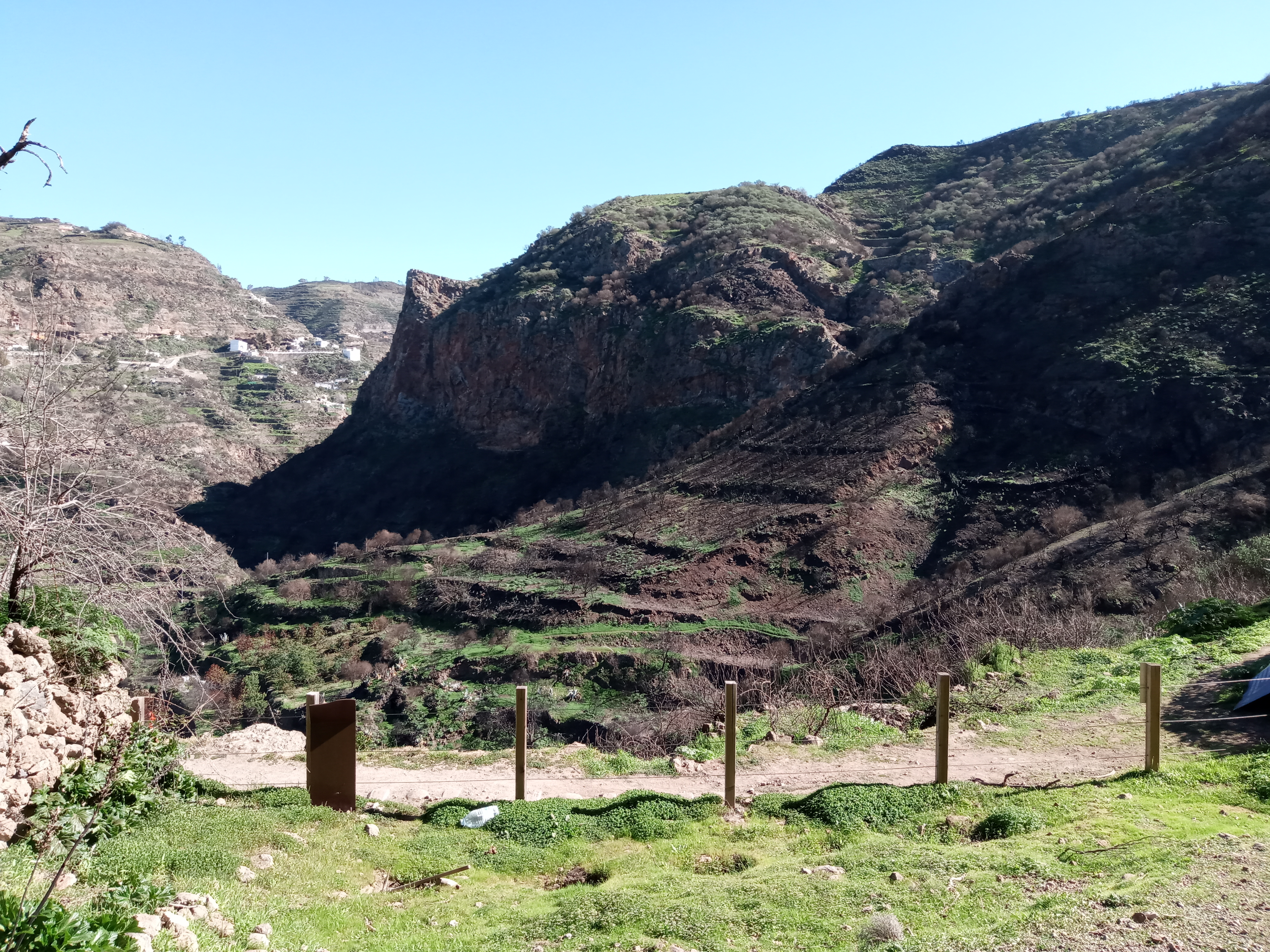
周边地貌
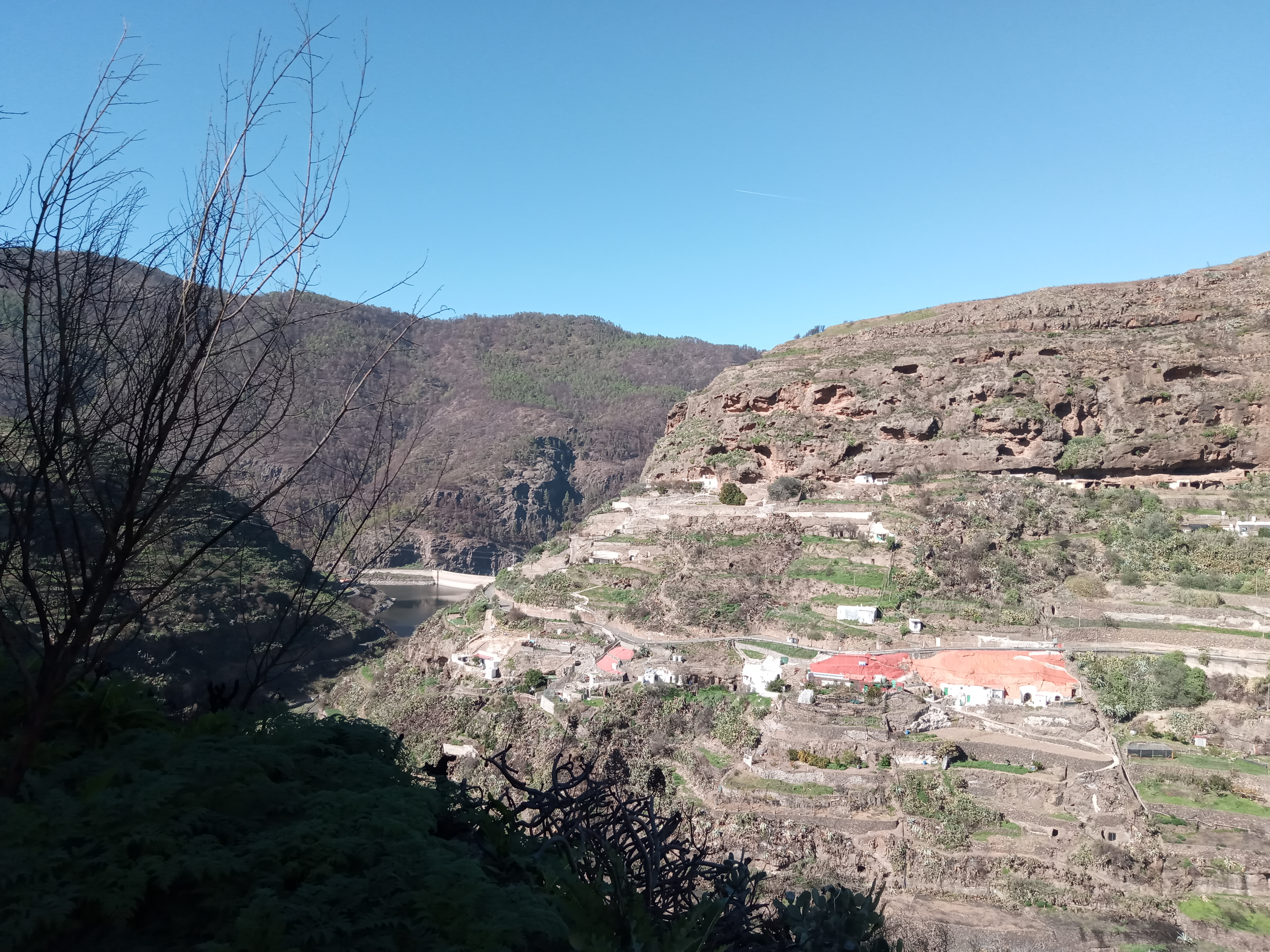
周边地貌
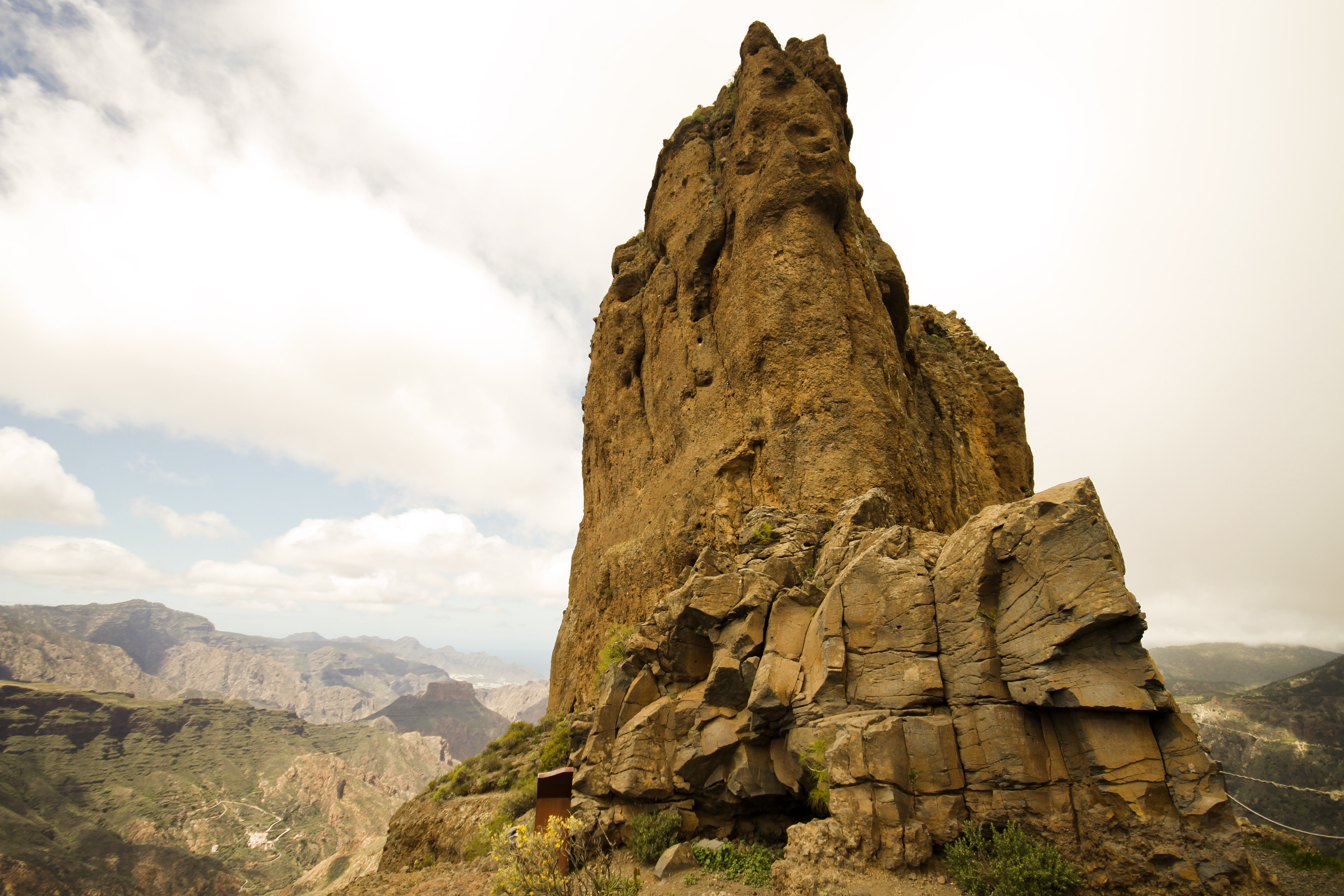
罗克本泰加（西班牙语：Roque Bentayga）